# Lejtmenet (film)
A Lejtmenet (eredeti cím: Downhill) 2020-ban bemutatott amerikai dráma-filmvígjáték, melyet Nat Faxon és Jim Rash rendezett, akik Jesse Armstronggal közösen írták a forgatókönyvet. A Lejtmenet Ruben Östlund svéd rendező Lavina (2014) című filmjének feldolgozása. A főszerepben Julia Louis-Dreyfus és Will Ferrell látható.
A világpremier a Sundance Filmfesztiválon volt, 2020. január 26-án. Az amerikai mozikban 2020. február 14-én mutatta be a Searchlight Pictures. Ez volt az első film, amelyet a stúdió új neve alatt adtak ki, miután a The Walt Disney Company megvásárolta a 21st Century Fox-ot.
A film általánosságban vegyes értékeléseket kapott a kritikusoktól, és világszerte több, mint 8,5 millió dolláros bevételt gyűjtött.

## Szereplők
| Szerep          | Színész             | Magyar hang     |
| --------------- | ------------------- | --------------- |
| Billie Stanton  | Julia Louis-Dreyfus | Kéri Kitty      |
| Pete Stanton    | Will Ferrell        | Kerekes József  |
| Lady Bobo       | Miranda Otto        | Hámori Eszter   |
| Rosie           | Zoë Chao            | Mikecz Estilla  |
| Zach            | Zach Woods          | Molnár Levente  |
| Michel          | Kristofer Hivju     | Varga Rókus     |
| Charlie         | Alex Macqueen       | Zöld Csaba      |
| Finn Stanton    | Julian Grey         | Sándor Barnabás |
| Emerson Stanton | Ammon Jacob Ford    | Gáll Dávid      |
| Guglielmo       | Giulio Berruti      | Fehér Tibor     |

## A film készítése
2018 novemberében bejelentették, hogy a Lavina című svéd film angol nyelvű feldolgozását Nat Faxon és Jim Rash rendezi meg, akik Jesse Armstronggal együtt írták a forgatókönyvet. Julia Louis-Dreyfus és Will Ferrell lettek a főszereplők. Miranda Otto, Zoë Chao és Zach Woods decemberben csatlakoztak a stábhoz.
A film forgatása 2019 januárjában kezdődött Ausztriában.